# Heliocontia lepus
Heliocontia lepus är en fjärilsart som beskrevs av Achille Guenée 1852. Heliocontia lepus ingår i släktet Heliocontia och familjen nattflyn. Inga underarter finns listade i Catalogue of Life.